# سرژیوس
سرژیوس (به لاتین: Seredžius) یک منطقهٔ مسکونی در لیتوانی است که در شهرستان تاوراگه واقع شده‌است.

## خصوصیات
سرژیوس ۷۴۹ نفر جمعیت دارد.